# Haderslev Vor Frue Domsogn
Haderslev Vor Frue Domsogn (dt.: „Domgemeinde Unser Lieben Frau Hadersleben“) ist eine Kirchspielsgemeinde (dän.: Sogn)  in Haderslev im südlichen Dänemark. Bis 1970 gehörte sie zur Harde Haderslev Herred im damaligen Haderslev Amt, danach zur Haderslev Kommune im damaligen Sønderjyllands Amt, die im Zuge der Kommunalreform zum 1. Januar 2007 in der „neuen“  Haderslev Kommune in der Region Syddanmark aufgegangen ist.
Von den 22.182 Einwohnern von Haderslev leben 13.766 im Kirchspiel (Stand:1. Januar 2023).